# Демократия в Америке
«Демократия в Америке» (De la démocratie en Amérique) — историко-политический трактат французского политического деятеля Алексиса де Токвиля, написанный им под впечатлением от поездки в Соединённые Штаты Америки и Канаду в 1831 году. Считается классическим изложением идеологии либеральной демократии и «первым глубоким анализом американской политической жизни». Первая часть была опубликована в 1835, вторая — в 1840 году.
Алексис де Токвиль и его друг Гюстав де Бомон в течение 9 месяцев 1831 года колесили по Соединённым Штатам и общались с представителями интеллектуальной элиты молодого государства. Официальной целью их поездки было изучение пенитенциарной системы США, однако Токвиля занимало децентрализованное устройство демократического общества в целом. Как действующий политик он желал перенести лучшее из американской системы на французскую почву; сопоставление родной страны с Новым светом выступает на первый план во втором томе его сочинения.

## Основные идеи
Историческая концепция Токвиля заключается в том, что на смену вековой власти аристократии повсюду неизбежно приходит народовластие. Семя американской демократии он видит в братстве пуритан, которые стояли у истоков американских колоний. Наиболее привлекательная черта американского общества для Токвиля — равенство стартовых возможностей.  Несколько идеализируя децентрализованное устройство США, Токвиль противопоставляет его сверхцентрализованной Франции своего времени:

Поскольку в Соединенных Штатах нет общего центра, в котором все должно неизбежно сводиться воедино, то здесь не возникает ни огромных столичных городов, ни громадных состояний, ни глубокой нищеты, ни внезапных революций.

Токвиль высоко оценивал достоинства федеративного государства:

Никто не способен больше меня оценить все преимущества системы федеративного устройства государства. Я вижу в ней самый верный залог процветания и свободы человечества.

Вместе с тем Токвиль видит и обратную сторону «тирании большинства» — культ материального преуспеяния, рост изоляции и отчуждения индивидов, а также упадок искусств, основными заказчиками которых традиционно выступали аристократические верхи:

Воздух здесь пропитан корыстолюбием, и человеческий мозг, беспрестанно отвлекаемый от удовольствий, связанных со свободной игрой воображения и с умственным трудом, не практикуется ни в чем ином, кроме как в погоне за богатством.
Прогноз Токвиля довольно пессимистичен — всеобщее избирательное право и связанный с этим диктат широких масс «постепенно приводят к уничтожению свобод, усилению роли государства, политическому индифферентизму и стремлению граждан к опеке».
В книге (кн. IV, гл. III) описано явление, получившее название эффект Токвиля: по мере улучшения социальных условий социальная фрустрация растет быстрее; чем больше в обществе равенства, тем более возмутительно выглядит неравенство.

## Америка и искусство
По мнению Токвиля, искусства не могут процветать в условиях всеобщего равенства, ибо ежедневные хлопоты о благосостоянии и довольстве «заставляют людей развивать в своем сердце вкус к полезному за счет любви к прекрасному». Эта мысль об Америке как о прообразе общества будущего, где нет места искусству, встревожила европейских литераторов. Так, Флобер в одной из статей признал основной чертой жизни в США лицемерие; в его трактовке это страна всеобщей пошлости, где «называют панталоны „невыразимыми“ и выводят теорию рабства из Библии». Первый том сочинения Токвиля произвёл глубокое впечатление и на А. С. Пушкина. В письме к Чаадаеву поэт сообщал, что находится «под горячим впечатлением от его книги и совсем напуган ею». Свои тревожные мысли о предполагаемой тирании черни над лучшими людьми в Америке он выразил в статье «Джон Теннер», где упомянул и «славную книгу» Токвиля:

Всё благородное, бескорыстное, всё возвышающее душу человеческую — подавленное неумолимым эгоизмом и страстию к довольству (comfort); большинство, нагло притесняющее общество; рабство негров посреди образованности и свободы...

## Токвиль о России
Вслед за Мишле Токвиль пишет о России как об обществе, построенном на единовластии, и видит в ней своеобразного антипода Соединённых Штатов, намекая на их грядущее противостояние:

В настоящее время в мире существуют два великих народа, которые, несмотря на все свои различия, движутся, как представляется, к единой цели. Это русские и англоамериканцы. Оба эти народа появились на сцене неожиданно. <…> В Америке для достижения целей полагаются на личный интерес и дают полный простор силе и разуму человека. Что касается России, то можно сказать, что там вся сила общества сосредоточена в руках одного человека. В Америке в основе деятельности лежит свобода, в России — рабство. У них разные истоки и разные пути, но очень возможно, что Провидение втайне уготовило каждой из них стать хозяйкой половины мира.

Эту цитату одобрительно приводит в «Хронике русского» Александр Тургенев после ремарки о том, что «Талейран называет его книгу умнейшею и примечательнейшею книгою нашего времени, а он знает и Америку, и сам аристократ, так, как и Токевиль, которого все связи с Сен-Жерменским предместьем».

## Влияние
Первый том книги Токвиля имел огромный успех во Франции и за её пределами. О прочитанной книге А. С. Пушкин упомянул 19 октября 1836 года в черновике письма П. Я. Чаадаеву:

  «…нынешний император первый воздвиг плотину (очень слабую еще) против наводнения демократией, худшей, чем в Америке (читали ли Вы Торквиля?)  Я еще под горячим   впечатлением от его книги и совсем напуган ею». 

Всего за несколько лет трактат был издан в Англии, Бельгии, Германии, Испании, Венгрии, Дании и Швеции. В 1841 г. Токвиль был избран членом Французской академии. Однако разлом американского общества во время Гражданской войны 1860-х годов поставил под сомнение аккуратность его прогнозов. К началу XX века Токвиль у себя на родине был практически предан забвению.
Социальные потрясения XX века возродили интерес к Токвилю с его признанием необходимости непрерывных социальных изменений в сторону демократизации. «Демократия в Америке» оказала огромное влияние на развитие социологии в Германии и в США (Макс Вебер, Георг Зиммель). В годы Холодной войны часть западного истеблишмента даже видела в Токвиле потенциальную альтернативу Марксу. В 1990-е гг. в США вошли в моду туристические поездки по маршруту Токвиля и Бомона.

## Переводы и публикации в России
В 1860 года книга Токвиля была издана в Киеве на русском языке — тома 1 и 2 были переведены А. Якубовичем с двенадцатого французского издания, а тома 3 и 4 — с пятого издания. В 1861 году в статье «Непочтительность к авторитетам» Н. Г. Чернышевский написал, что перевод «сделан небрежно, а ещё хуже то, что переводчик, как видно, не знает самых обыкновенных терминов политического устройства, да и многих самых обыкновенных оборотов французского языка».
В 1897 году в Москве вышел другой перевод книги, выполненный В. Н. Линдом с 14-го французскаго издания.
В 1992 г. книга была издана в России с предисловием британского политолога Гарольда Дж. Ласки и в новом переводе В. Т. Олейника и других.
В 2000 году в этом же переводе книга была выпущена в издательстве «Весь мир».